# Guzmania berteroniana
Guzmania berteroniana Ruiz & Paz è una pianta della famiglia delle Bromeliacee, originaria di Panama, Porto Rico e Repubblica Dominicana, ma coltivata altrove come pianta ornamentale. 
Può essere trovata anche in natura nella foresta demaniale del Toro Negro a Ponce.

## Cultivar
- Guzmania 'Elaine'[3]
- Guzmania Eliane (Elaine)[3]